# Partit Cannabis per la Legalització i Normalització
El Partit Cannabis per la Legalització i la Normalització és un partit polític que neix a final de l'any 2003 al País Valencià, tot i que el I Congrés se celebrarà al gener de l'any següent. En la seva gènesi va rebre el suport de l'Associació de la Cultura Cannàbica de València (coneguda també com La Barraca de Maria), l'AICC (Associació d'Internautes Cannabis Cafè), la FAC (Federació d'Associacions Cannàbiques) i d'altres.

## Història
Els fundadors van ser Verónica Soria Ibiza, natural d'Oliva (La Safor) i María Isabel Navalón Navarro, Patricia Casquete Caparroz, Juan Amat Expósito, Héctor Boix Cisneros i Enrique Fornés Ángeles, tots ells naturals de València.
La primera Junta Directiva Nacional va ser constituïda per:
- Presidenta: Verónica Soria Ibiza.
- Secretària General Responsable de Comunicació: María Isabel Navalón Navarro.
- Responsable de Finanzas: Juan Amat Expósito.
- Responsable de Relacions Internacionals: Héctor Boix Cisneros.
- Responsable de Mediació: Enrique Fornés Ángeles.
- Responsable de Creativitat: Patricia Casquete Caparroz.

Després de treure un nombre important de vots als seus primers comicis, es produeix un moviment extern des de l'Associació de la Cultura Cannàbica de València, que havia participadt decisivament en el seu desenvolupament, però li retira el suport al febrer del 2004. Al mateix temps que un grup d'afiliats, es rebel·la contra la manipulació que estava exercint la cúpula dirigent del partit i tracta d'impugnar les llistes electorals tancades que es van produir. Es produeix un saboteig de la cúpula dirigent i una divisió d'aquesta amb els afiliats, després de les primeres assemblees generals, que es prolonguen fins al maig del mateix any. Se succeeixen nombrosos atacs externs, intrusions de no afiliats, la fi darrera dels quals era únicament produir una divisió intestina al Partit Cannabis.
Pocs coneixen les causes reals per les quals el Partit Cannabis deixa la porta oberta a qualsevol de les Associacions del Cannabis de l'àmbit estatal perquè reprenguin el seu projecte i presentin llistes electorals tot reprenent les seves sigles. Hom especula sobre un possible xoc d'interessos entre els dirigents del Partit del Cannabis per la Legalització i Normalització i grups regionalistes valencians que pretenien instrumentalitzar-lo.
A l'octubre del 2006, des de les files dels antics afiliats, es promou a Saragossa (Aragó) el projecte del Partit Ecologista del Cannabis (PEC), dirigit per Juan María Lobera, afiliat al juliol del 2004 al Partit Cannabis.
Essencialment, va postular incloure als estatuts, com a finalitat fonamental, la recuperació dels drets reials de la Reial Ordre del 21 d'abril del 1792 sobre la Legalitat del cultiu de cànnabis a l'Estat espanyol com a "matèria primera" no subjecta a especulació. (Reial Ordre 21/4/1792 número 5) Arxivat 2008-02-16 a Wayback Machine..
Però, tot i que el nou projecte reprenia plenament l'esperit fundacional del primer, queda relegat a un segon pla per manca de mitjans econòmics. A les següents eleccions municipals del 2007, el Partit Cannabis, encara en actiu a través d'Internet, no presentarà llistes.
Tant la Junta Directiva General com l'Assemblea General queden a disposició de ser reconstituïdes per qualsevol grup d'Activistes que volgués presentar les seves pròpies llistes electorals.
Al mateix temps, a Navarra (País Basc), apareix una nova força política, Representación Cannábica de Navarra/ Nafarroako Ordezkaritza Kannabikoa (RCN-NOK). No triguen a patir persecució per part de la Policia espanyola i un dels membres és arrestat l'11 d'octubre del 2006 per cultivar marihuana a la terrassa de casa seva. Cinc mesos després, l'11 d'abril del 2007, és arxivada la causa.
El 16 d'abril del 2007 el partit cannàbic navarrès RCN-NOK organitza un concert multitudinari que reuneix unes 4.000 persones. La revetlla va començar pels volts de les 17.50 h. L'escenari era presidit per cartells de RCN-NOK, als quals es podia llegir l'eslògan "Sembrando libertad, plantando cara" (Sembrant llibertat, plantant cara), i a la part davantera del qual es podien comptabilitzar fins a 22 plantes de marihuana.
A les seves primeres compareixences electorals, RCN-NOK aconsegueix superar en 500 vots els resultats que va obtenir el Partit Cannabis al País Valencià el 2003. La gran diferència la marca que els 4.176 vots a València del Partit Cannabis el 2003 van ser trets d'una comunitat autònoma que té 4.885.029 habitants (la quarta més poblada de l'Estat espanyol) i els 4.685 vots de RCN-NOK el 2007 es van recollir a Navarra, que en té 605.876 (15è lloc).
En aquests mateixos anys, la indústria del cànnabis a l'Estat espanyol comença a fer les primeres passes:
- CANNATECH, aïllament acústic ecològic de l'empresa Isolana fet amb fibra de cànnabis, és tot un èxit.
- NATURASI, cadena de supermercats ecològics, es passa al cànnabis amb una nova línia de productes derivats del cànnabis comestibles, lliures de THC i creats a partir de matèries de producció biològica certificada també aconsegueix beneficis.

La popularitat creixent al sector de la política cannàbica contrasta amb l'apatia amb la qual les associacions d'usuaris de cannabis de l'Estat espanyol enfronten el problema de la descriminalització de la planta amb la revocació de la Llei Corcuera. La FAC reuneix poc més de 6.000 firmes per la revocació de la Llei.

## Resultats electorals
El partit va concórrer a les eleccions locals de maig de 2003 per la ciutat de València (collint gairebé un 1% dels sufragis); en les generals de març de 2004 només van concórrer per tres circumscripcions i van obtenir un 0,07% de vots en tot l'Estat; mentre que en les europees d'aquest mateix any van collir un èxit relatiu en triplicar els resultats.

### Eleccions municipals (2003)
En les eleccions municipals de 2003, únicament es van presentar a la ciutat de València, alçant-se com la sisena força política de la capital després d'aconseguir 4.177 vots (0,97% dels sufragis).
| Eleccions                                         | Vots  | % de vots | Posició |
| ------------------------------------------------- | ----- | --------- | ------- |
| Eleccions municipals de 2003 (Ciutat de València) | 4.177 | 0,97%     | 6       |

### Elecció al Congrés dels Diputats (2004)
En les eleccions generals de 2004, tan sol van presentar candidatures per les circumscripcions d'Alacant, València i Valladolid, collint un total de 16.918 vots (0,07% en el global de l'Estat).
| Eleccions               | Vots   | % de vots | Posició |
| ----------------------- | ------ | --------- | ------- |
| província d'Alacant     | 5.463  | 0,61%     | 5       |
| Província de València   | 9.064  | 0,68%     | 6       |
| Província de Valladolid | 1.851  | 0,53%     | 5       |
| TOTAL                   | 16.918 | 0,07%     | 25      |

### Eleccions al Parlament Europeu (2004)
Una de les sorpreses de la jornada, va ser la irrupció de la formació com a vuitena força política d'Espanya (sobre 31 candidatures) segons els resultats de les eleccions europees de 2004; la formació va ser la quarta més votada en Castella i Lleó, i la cinquena en la Comunitat de Madrid, Galícia i Cantàbria. La campanya europea es va presentar sota el lema "Alliberar a María".
| Eleccions                  | Vots   | % de vots | Posició |
| -------------------------- | ------ | --------- | ------- |
| Eleccions europees de 2004 | 53.785 | 0,35%     | 8       |

## Resultats electorals de Representación Cannábica de Navarra/ Nafarroako Ordezkaritza Kannabikoa
- Eleccions municipals del 27-05-2007 (Navarra): 4685 vots
- Eleccions generals del 2008:

- (Navarra): Navarra 2.275 vots. Senat: 8172 vots
- (Julio Arribas): 3.572 vots 
- (Alejandro Curiel): 2.381 vots 
- (Ester Gochi): 2.219 vots
(Resultats Congrés - Senat no públics)
- (Màlaga): 1.145 vots
- (Alacant): 1.823 vots 
- (València): 2.477 vots